# كنوت همر لارسن
كنوت همر لارسن هو لاعب كرة قدم نرويجي، ولد في 12 أبريل 1971، وتوفي في 19 مايو 2009 بسبب ابيضاض الدم. لعب مع نادي فيكينغ.